# 里加
里加（拉脫維亞語： [ˈriːɡa] ⓘ）是拉脫維亞的首都，北欧地区波羅的海國家中最大、最繁忙的城市，位於波羅的海東岸邊，道加瓦河出海口。
里加是波羅的海國家主要的政治、經濟、文化、教育和工商業中心。里加是历史上汉萨同盟主要商业城市，其歷史中心被列入世界遺產名录，聯合國教科文組織特別認為里加豐富的新藝術運動建築是世界上獨一無二的。
欧盟欧洲电子通讯监管机构总部以及北大西洋公约组织的战略通讯中心设在里加。里加是欧洲城市组织及欧洲首都联盟组织成员。2014年欧洲文化之都、世界合唱比赛、2006年北大西洋公约组织峰会、2003年欧洲歌唱大赛、2006年世界男子冰球锦标赛、2013年世界女子冰壶球锦标赛等活动的举办地。

## 語源
「里加」一名的由來尚不明確，但有多種理論推測：
- 取自立窩尼亞語「ringa」，「循環」的意思，指該地是由道加瓦河支流的迴路形成的自然古港口[4][5]。
- 衍生自道加瓦河支流Rīdzene河的德語名Riege[6]。
- 亞伯特主教宣稱他通過自己的攻勢征服當地人並改變了他們的信仰，就像拉丁文「rigata」（澆灌），意味著「將基督教澆灌進信仰異教的貧瘠之地」[7]。

然而，最可靠的已有的解釋是由德國歷史學家Dionysius Fabricius（1610年）所認定的，即「里加」一名來自該地在貿易路線中的地位：「Riga nomen sortita est suum ab aedificiis vel horreis quorum a litus Dunae magna fuit copia, quas livones sua lingua Rias vocare soliti.」（拉丁語） （里加得名於杜納河畔大量興建的房屋和倉庫，這在利窩尼亞人的語言中通常被稱作Riae）。拉脫維亞語rīja中的j在德語中硬化為g。

## 歷史
自古以來道加瓦河就是一條貿易路線，是維京人經德維納河—涅伯河線去往拜佔庭之路的一部分。一個位於道加瓦河口15 km（9.3 mi）處，即今日里加的被記作Duna Urbs的受保護的自然港口在公元2世紀就有記載。由立窩尼亞人在此定居。

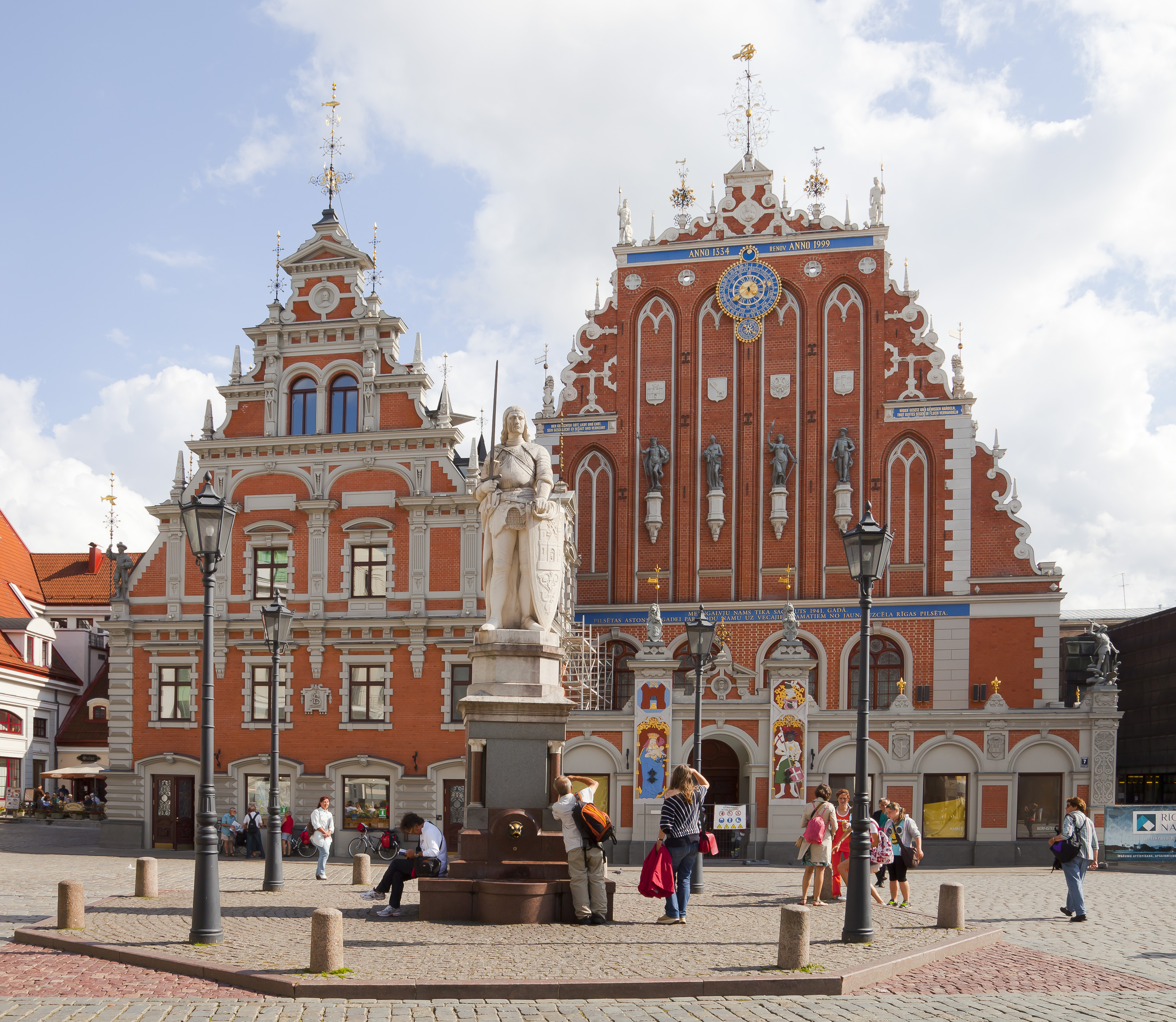
黑頭宮，里加老城最具標誌性的建築之一

里加在中世紀作為維京人的貿易中心開始發展起來，
里加的居民主要從事捕魚、放牧和貿易，後來發展手工具業（骨骼、木材、琥珀和鐵）
《立窩尼亞韻律詩編年史》證實里加早在12世紀就已經是貿易中心，將其引述為portus antiquus（古老的港口）並描述住宅和倉庫被用來貯存大部分的亞麻和皮革。 德國商人開始到達里加，在1158年建立鄰近的定前哨站。
伴隨著德國商人的腳步塞格貝格的梅因哈德抵達此地並讓立窩尼亞原始宗教信仰者皈依基督教。天主教會和東正教會在一個多世紀前就已經到達拉脫維亞，很多拉脫維亞人早已受洗。梅因哈德與立窩尼亞人共處，在里加上游的Uexküll（今伊克施基勒）營建城堡和教堂，並在此建立他的教區。而立窩尼亞人仍然信仰原始宗教，梅因哈德於1196年在Uexküll逝世，未能完成他的傳教使命。1198年，貝特霍爾德主教帶著一支十字軍部隊抵達，並下令強制基督教化。貝特霍爾德在他的部隊被擊敗以後逝世。
教宗英諾森三世發佈詔書下令十字軍征服利沃尼亞人，里加的亞伯特通過他的舅舅不來梅及漢堡主教烏特萊德的哈特維希在1199年成為利沃尼亞教區的主教。他在1200年帶領23艘船艦及500名西法利亞十字軍抵達里加。1201年，他將利沃尼亞教區宗座從Uexküll遷至里加，通過武力使里加的長老强行達成協議。
1201年，首批德國商人通過德維納河抵達諾夫哥羅德。為保衛地區及貿易，亞伯特於1202年成立聖劍兄弟騎士團，並向貴族與商人開放。
利沃尼亞人的基督教化仍在繼續。1207年，亞伯特開始鞏固城池。菲利普國王向亞伯特挹注資金，並將利沃尼亞作為采邑以及神聖羅馬帝國的公國。為推進永久性的軍事存在，地區的所有權在教會與騎士團之間作了劃分，教會擁有里加及所有被征服土地的三分之二，騎士團擁有三分之一。直到那時，十字軍騎士按照慣例服役一年，并在之後回家。
亞伯特通過沿襲教宗詔書保證了里加在未來商業上的發展，該詔書指令所有德國商人通過里加開展貿易。1211年，里加首次鑄造貨幣，并且亞伯特為里加主教座堂奠基。由於部族同盟未能抵達該城，里加尚無法保證安全。1212年，亞伯特發動了對波洛茨克的軍事行動，以獲取德國商人自由經過水路的權利。波洛茨克通過Kukenois（庫克内塞）及葉爾西卡對亞伯特讓步，並終止利沃尼亞人對波洛茨克納貢。
里加商人的市民權益穩固下來，并從教會尋求更大的權利。1221年，他們取得了里加的自治權並采納了城市的憲章。
同年亞伯特被迫承認丹麥對其所征服之愛沙尼亞與利沃尼亞土地的主權。亞伯特尋求丹麥國王瓦爾德馬二世的幫助以在援軍不能到達里加的情況下保證里加及利沃尼亞的土地不被利沃尼亞人暴動所侵犯。丹麥人登陸利沃尼亞，在雷沃爾（塔林）興建城堡，並開展對利沃尼亞與愛沙尼亞土地的遠征。德國人企圖暗殺瓦爾德馬，但以失敗告終。1222年瓦爾德馬退出全部利沃尼亞的土地，將其歸還給亞伯特，使亞伯特得以與其和解。
亞伯特的困境與里加市民權益的發展仍在繼續。按照教宗的詔書，定居點到1225年就不再向里加主教交稅，并且里加的市民獲得權利去選舉市政官員與議員。1226年，亞伯特為里加主教座堂祝聖，建立聖雅各伯教堂，並在聖喬治教堂開辦教會學校。
1227年，亞伯特征服了Oesel（薩雷馬）并且里加與斯摩棱斯克公國達成協議，以將波洛茨克讓與里加。
亞伯特於1229年1月逝世。他未能成為大主教，但是德國人對利沃尼亞的支配已經建立並持續七個世紀。
里加提供了西歐與波羅的人或俄羅斯的貿易路線，後來里加也在1282年加入漢薩同盟。漢薩同盟也讓里加的政治與經濟更加穩定，讓里加可以度過後來的政治動盪。

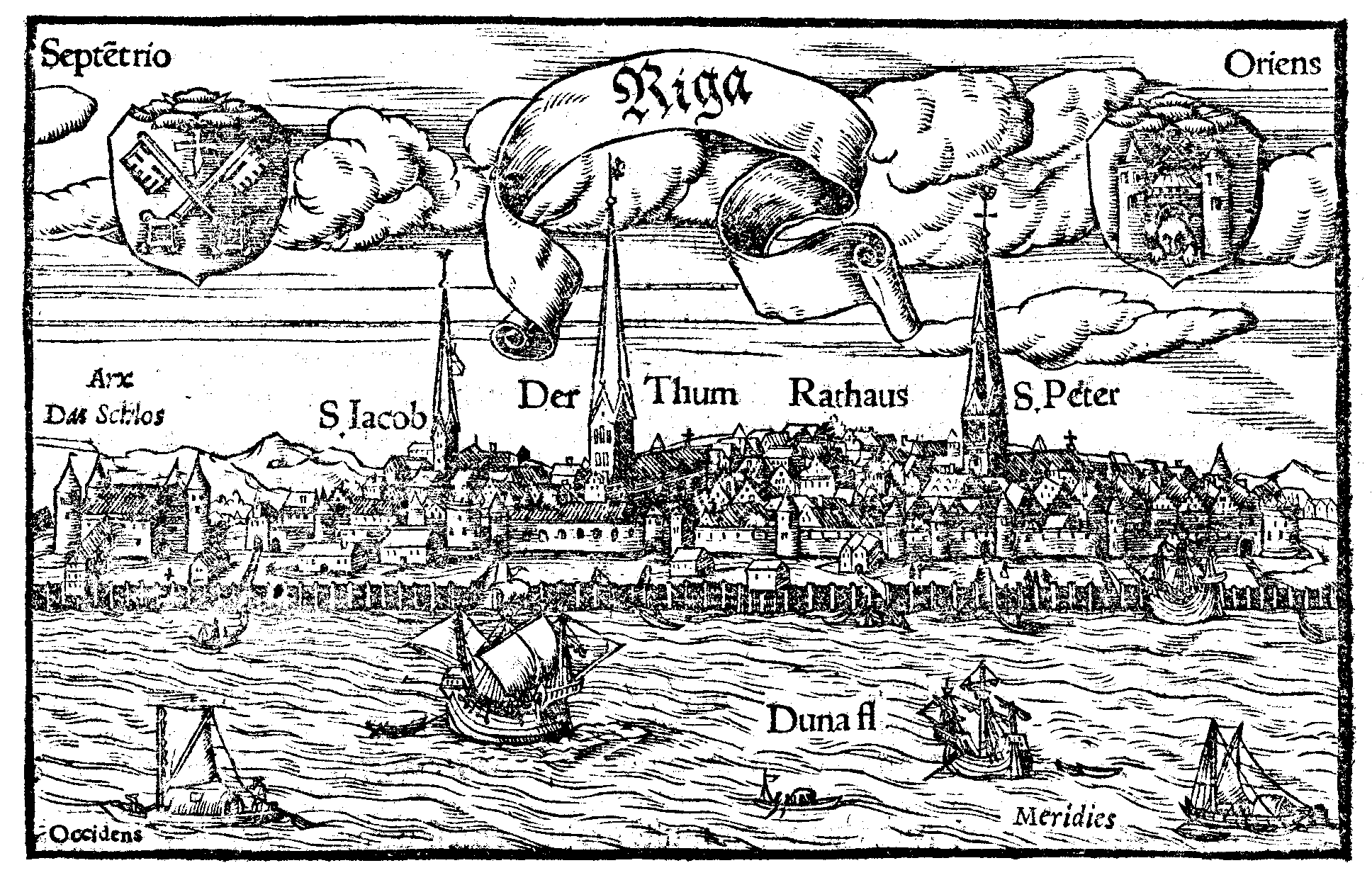
16世紀中葉時的里加

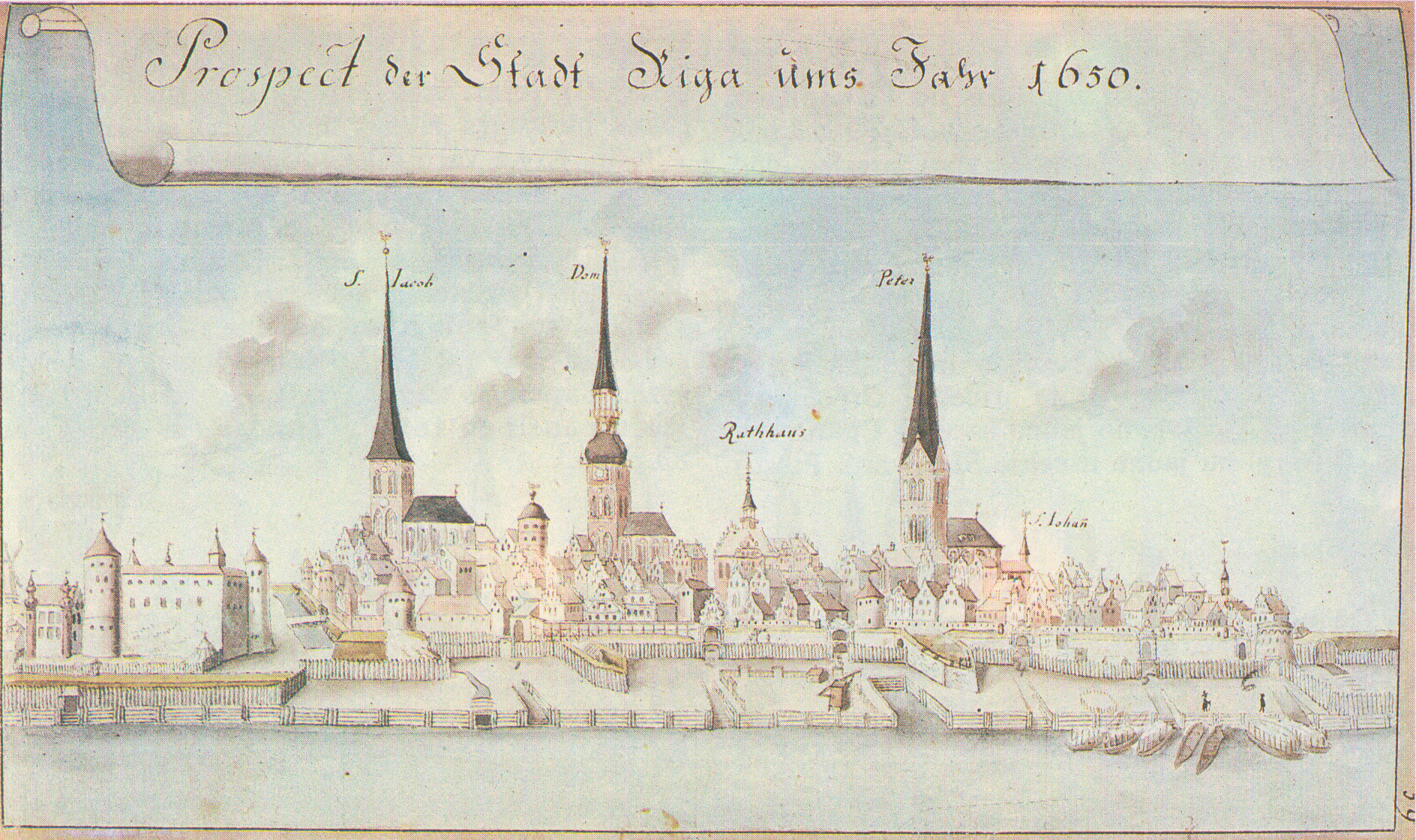
1650年時的里加

里加在1522年接受了宗教改革的主張，結束了大主教的統治權力。隨著條頓騎士團在1561年沒落，里加成為自由城市達20年之久。直到1581年時，里加受到波蘭立陶宛聯邦的影響。里加在1621年受到瑞典國王古斯塔夫二世（當時他參加了三十年戰爭）的統治。在1656年至1658年的俄羅斯-瑞典戰爭期間，里加受到俄羅斯的攻擊。直到1710年時，里加都是瑞典最大的城市之一，並且保持自治的地位。不過在1710年，在大北方戰爭的影響之下，里加受到沙皇彼得大帝的侵犯。俄羅斯與瑞典後來簽訂《尼斯塔德條約》，里加成為俄羅斯帝國的領土，這也象徵瑞典統治時期的結束，俄羅斯霸權的開始。里加逐渐发展成一座工業化的港口都市。這樣的狀態持續到了第一次世界大戰後才結束。
雖然波羅的海地區經過長久的改變與戰爭，波羅的海德國人仍然在里加擁有優越的地位。在幾個世紀裡，里加都使用德語為官方語言，直到俄語在1891年成為新官方語言為止（因為俄羅斯帝國推行俄羅斯化的緣故）。於是，拉脫維亞人從19世紀中葉開始取代德國人成為里加人口最多的種族。也因為拉脫維亞資產階級的崛起使得里加成為拉脫維亞民族復興的中心。1905年發生的俄羅斯革命（由拉脫維亞社會民主工人黨 所主導）則達到社會主義活動的巔峰。
里加緊接著受到第一次世界大戰與1917年俄國革命的影響。德國軍隊在1917年進入里加，而1918年簽訂的布列斯特-立陶夫斯克條約則將拉脫維亞割讓給德國。不過因為1918年11月簽訂的康邊停戰協定，德國放棄拉脫維亞的主權，促使拉脫維亞與其他波羅的海國家宣布獨立。拉脫維亞在1918年11月18日正式宣布獨立，里加於是成為拉脫維亞的首都。

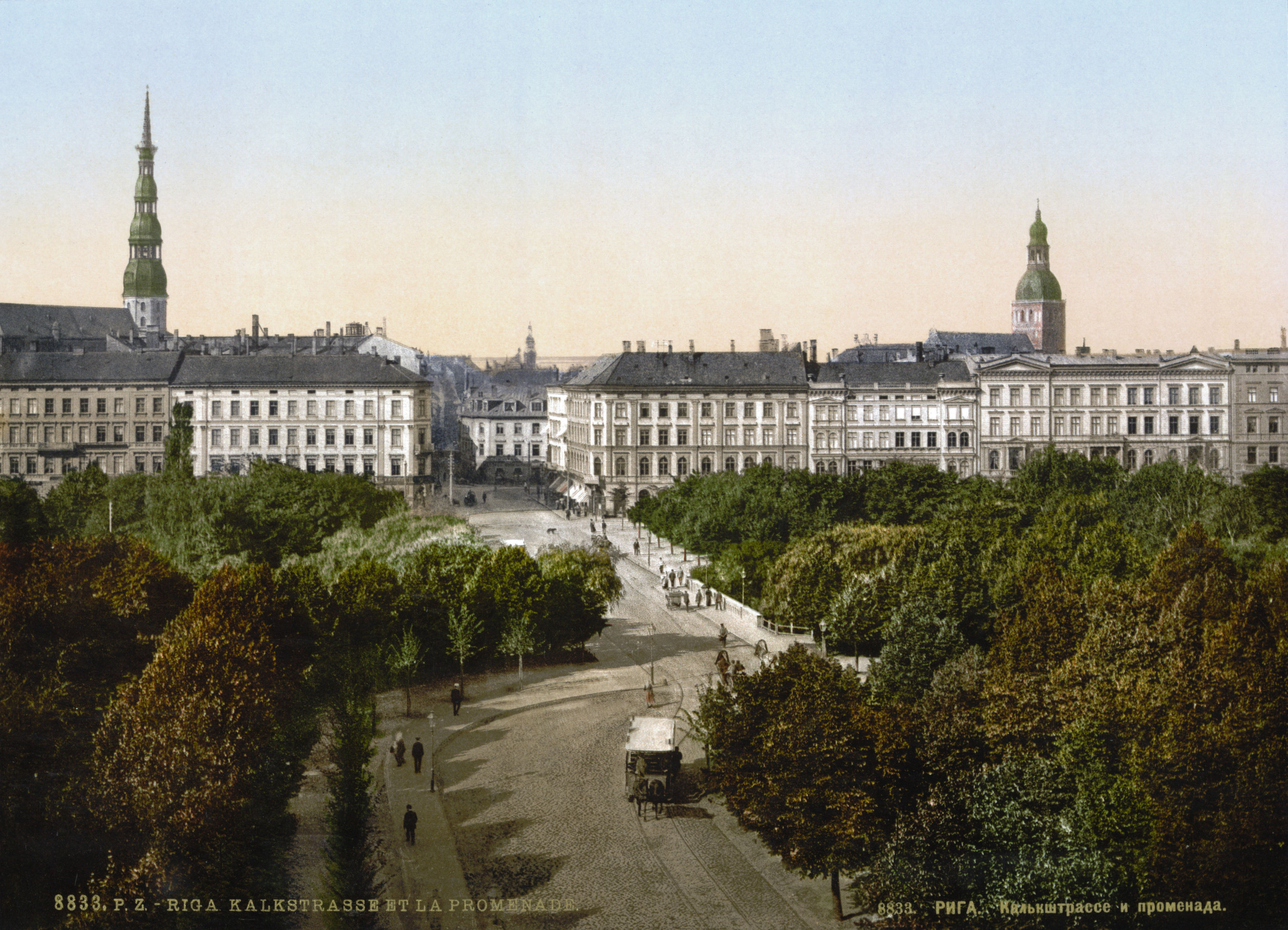
大約1900年時的明信片

在兩次世界大戰之間（1918年-1940年），拉脫維亞將注意力從俄國轉向西歐國家，建立了一個民主的議會制政府。英國與德國取代俄羅斯成為拉脫維亞主要的貿易夥伴。
在第二次世界大戰期間，里加在1941年被蘇聯所佔領，而納粹德國則在1941年至1944年間佔領這個城市。在這段時期，波羅的海德國人被強制送回德國，而猶太人則被迫進入猶太人社區，並在開瑟瓦德（Kaiserwald）與Salaspils建造集中營。
紅軍後來再度於1945年佔領里加，當第二次世界大戰結束時，里加幾乎失去3分之一的人口。里加也開始工業化，並從拉托維亞其他地區湧入大量的人口進入里加，特別是俄羅斯人，並因此改變人口結構。
廉價航空公司航線在2004年開始服務里加，並因此逐漸吸引大量的觀光客進入。

## 氣候
里加處於大陸性濕潤氣候区域，一、二月是最寒冷的季節，平均溫度為−2 °C（28 °F），不過每年最寒冷的時候幾乎都會達到−20 °C（−4 °F）至−25 °C（−13 °F）之間。因為靠近海洋，所以秋季多霧，降雨也比較頻繁。里加的夏季則是溫暖潮濕，平均溫度為18 °C（64 °F），最高溫通常會超過30 °C（86 °F）。
| 里加（平均值1991-2020，极端值1885年至今）                                                      | 里加（平均值1991-2020，极端值1885年至今） | 里加（平均值1991-2020，极端值1885年至今） | 里加（平均值1991-2020，极端值1885年至今） | 里加（平均值1991-2020，极端值1885年至今） | 里加（平均值1991-2020，极端值1885年至今） | 里加（平均值1991-2020，极端值1885年至今） | 里加（平均值1991-2020，极端值1885年至今） | 里加（平均值1991-2020，极端值1885年至今） | 里加（平均值1991-2020，极端值1885年至今） | 里加（平均值1991-2020，极端值1885年至今） | 里加（平均值1991-2020，极端值1885年至今） | 里加（平均值1991-2020，极端值1885年至今） | 里加（平均值1991-2020，极端值1885年至今） |
| 月份                                                                                           | 1月                                       | 2月                                       | 3月                                       | 4月                                       | 5月                                       | 6月                                       | 7月                                       | 8月                                       | 9月                                       | 10月                                      | 11月                                      | 12月                                      | 全年                                      |
| ---------------------------------------------------------------------------------------------- | ----------------------------------------- | ----------------------------------------- | ----------------------------------------- | ----------------------------------------- | ----------------------------------------- | ----------------------------------------- | ----------------------------------------- | ----------------------------------------- | ----------------------------------------- | ----------------------------------------- | ----------------------------------------- | ----------------------------------------- | ----------------------------------------- |
| 历史最高温 °C（°F）                                                                            | 10.2 (50.4)                               | 13.6 (56.5)                               | 20.5 (68.9)                               | 27.9 (82.2)                               | 30.5 (86.9)                               | 34.0 (93.2)                               | 34.5 (94.1)                               | 33.9 (93.0)                               | 29.4 (84.9)                               | 23.4 (74.1)                               | 17.2 (63.0)                               | 11.8 (53.2)                               | 34.5 (94.1)                               |
| 平均高温 °C（°F）                                                                              | −0.1 (31.8)                               | 0.3 (32.5)                                | 4.8 (40.6)                                | 11.9 (53.4)                               | 17.8 (64.0)                               | 21.3 (70.3)                               | 23.8 (74.8)                               | 22.7 (72.9)                               | 17.3 (63.1)                               | 10.5 (50.9)                               | 4.8 (40.6)                                | 1.4 (34.5)                                | 11.4 (52.5)                               |
| 日均气温 °C（°F）                                                                              | −2.1 (28.2)                               | −2.0 (28.4)                               | 1.5 (34.7)                                | 7.4 (45.3)                                | 13.0 (55.4)                               | 16.7 (62.1)                               | 19.3 (66.7)                               | 18.3 (64.9)                               | 13.4 (56.1)                               | 7.5 (45.5)                                | 3.0 (37.4)                                | −0.3 (31.5)                               | 8.0 (46.4)                                |
| 平均低温 °C（°F）                                                                              | −4.5 (23.9)                               | −4.6 (23.7)                               | −1.7 (28.9)                               | 2.9 (37.2)                                | 8.2 (46.8)                                | 12.4 (54.3)                               | 14.9 (58.8)                               | 14.1 (57.4)                               | 9.8 (49.6)                                | 4.9 (40.8)                                | 1.1 (34.0)                                | −2.4 (27.7)                               | 4.6 (40.3)                                |
| 历史最低温 °C（°F）                                                                            | −33.7 (−28.7)                             | −34.9 (−30.8)                             | −30.3 (−22.5)                             | −13.1 (8.4)                               | −5.5 (22.1)                               | −2.3 (27.9)                               | 4.0 (39.2)                                | 0.0 (32.0)                                | −4.1 (24.6)                               | −9.5 (14.9)                               | −20.5 (−4.9)                              | −31.9 (−25.4)                             | −34.9 (−30.8)                             |
| 平均降水量 mm（）                                                                              | 46.5 (1.83)                               | 40.1 (1.58)                               | 34.1 (1.34)                               | 35.0 (1.38)                               | 47.5 (1.87)                               | 65.0 (2.56)                               | 79.5 (3.13)                               | 77.9 (3.07)                               | 67.1 (2.64)                               | 75.6 (2.98)                               | 56.3 (2.22)                               | 50.2 (1.98)                               | 674.8 (26.58)                             |
| 平均降雪量 cm（）                                                                              | 25.0 (9.8)                                | 23.6 (9.3)                                | 15.7 (6.2)                                | 5.2 (2.0)                                 | 0.0 (0.0)                                 | 0.0 (0.0)                                 | 0.0 (0.0)                                 | 0.0 (0.0)                                 | 0.0 (0.0)                                 | 1.2 (0.5)                                 | 7.0 (2.8)                                 | 22.0 (8.7)                                | 99.7 (39.3)                               |
| 平均降水天数（≥ 1.0mm）                                                                        | 9.4                                       | 7.0                                       | 8.2                                       | 8.0                                       | 7.7                                       | 8.9                                       | 11.2                                      | 10.9                                      | 12.3                                      | 11.6                                      | 12.5                                      | 12.2                                      | 119.9                                     |
| 平均相對濕度（％）                                                                             | 87.9                                      | 85.2                                      | 79.4                                      | 69.7                                      | 67.7                                      | 72.0                                      | 74.2                                      | 76.7                                      | 81.1                                      | 85.1                                      | 90.2                                      | 89.4                                      | 79.9                                      |
| 月均日照時數                                                                                   | 36.6                                      | 64.2                                      | 141.2                                     | 203.6                                     | 286.7                                     | 282.2                                     | 291.2                                     | 250.4                                     | 166.7                                     | 95.5                                      | 36.1                                      | 24.4                                      | 1,878.8                                   |
| 平均紫外线指数                                                                                 | 0                                         | 1                                         | 2                                         | 3                                         | 5                                         | 6                                         | 5                                         | 5                                         | 3                                         | 1                                         | 0                                         | 0                                         | 3                                         |
| 来源1：拉脱维亚环境、地质与气象中心 (temperature, precipitation and sunshine)                  |                                           |                                           |                                           |                                           |                                           |                                           |                                           |                                           |                                           |                                           |                                           |                                           |                                           |
| 来源2：NOAA (precipitation days 1961-1990), Weather Atlas, and World Weather Online (snowfall) |                                           |                                           |                                           |                                           |                                           |                                           |                                           |                                           |                                           |                                           |                                           |                                           |                                           |

## 經濟
商業與旅遊業對於里加近年來的經濟成長有相當重要的影響。大部分前往里加的觀光客是經由里加國際機場，這是波羅的海國家中最大的機場，它曾在2001年因慶祝里加建城800年而進行整修與現代化。里加在最近幾年將會產生重大的改變。拉脫維亞國家圖書館開始於2007年秋天建造，並預計在2010年完工。對於道加瓦河左岸中心區域的開發計畫也在市議會進行討論。而在Ķīpsala地區所進行的摩天大樓建設則產生相當大的爭議。達文西複合建築（25層）與2棟稱為Z塔（30層）的高層建築已經開始進行建設。拉脫維亞幾乎所有重要的金融機構都位於里加，包括拉脫維亞的中央銀行－拉脫維亞銀行。近年來，外國的商業貿易活動在里加也逐漸增加，尤其是在2004年5月1日拉脫維亞加入歐盟之後。拉脫維亞有超過50%的公司在里加進行登記。里加港也是一個重要的貨物航運中心。它是波羅的海地區一個主要的港口，而且在最近幾年內預期會因與其他波羅的海國家的貿易而成長。

## 交通运输

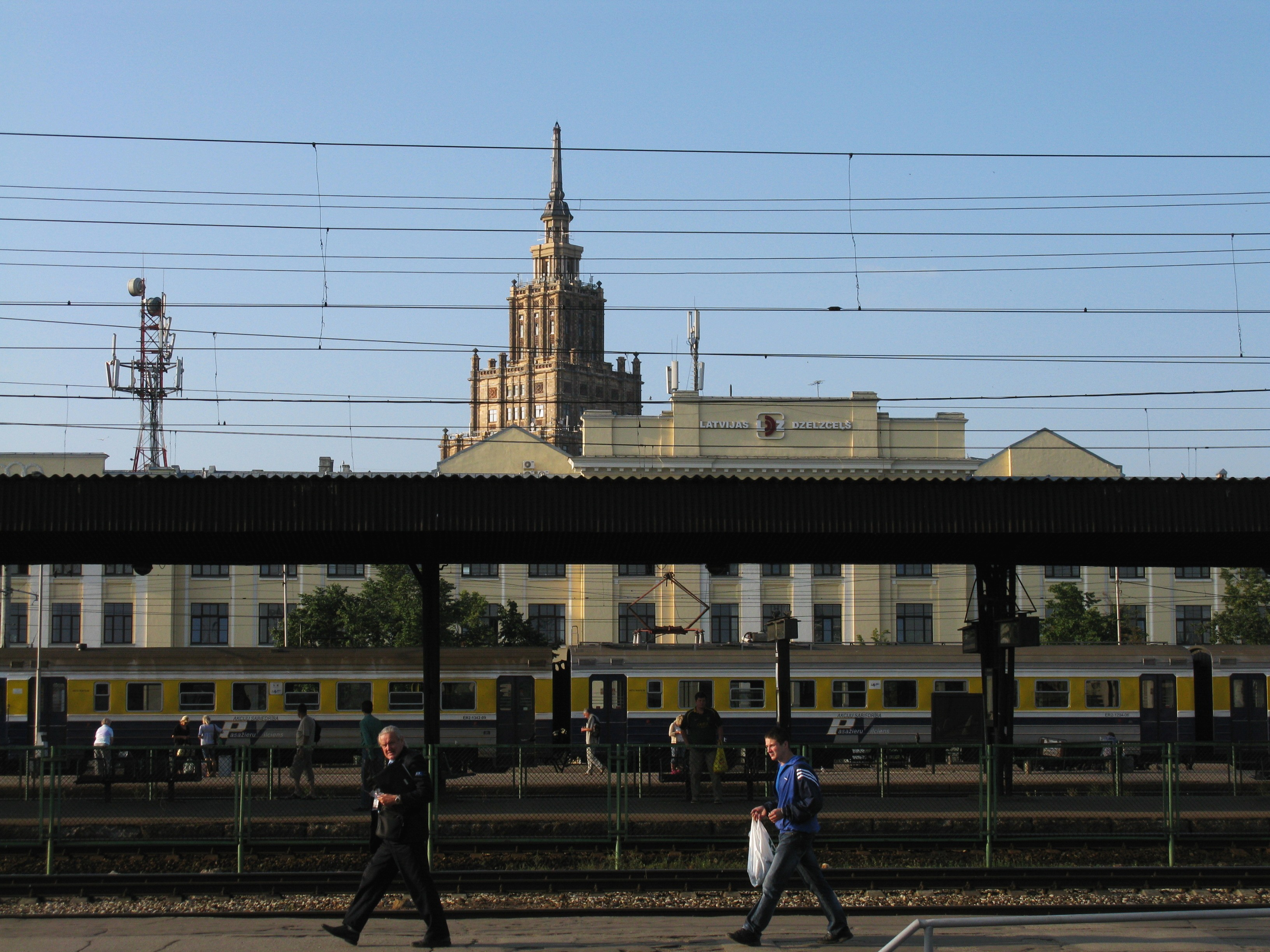
里加客運站

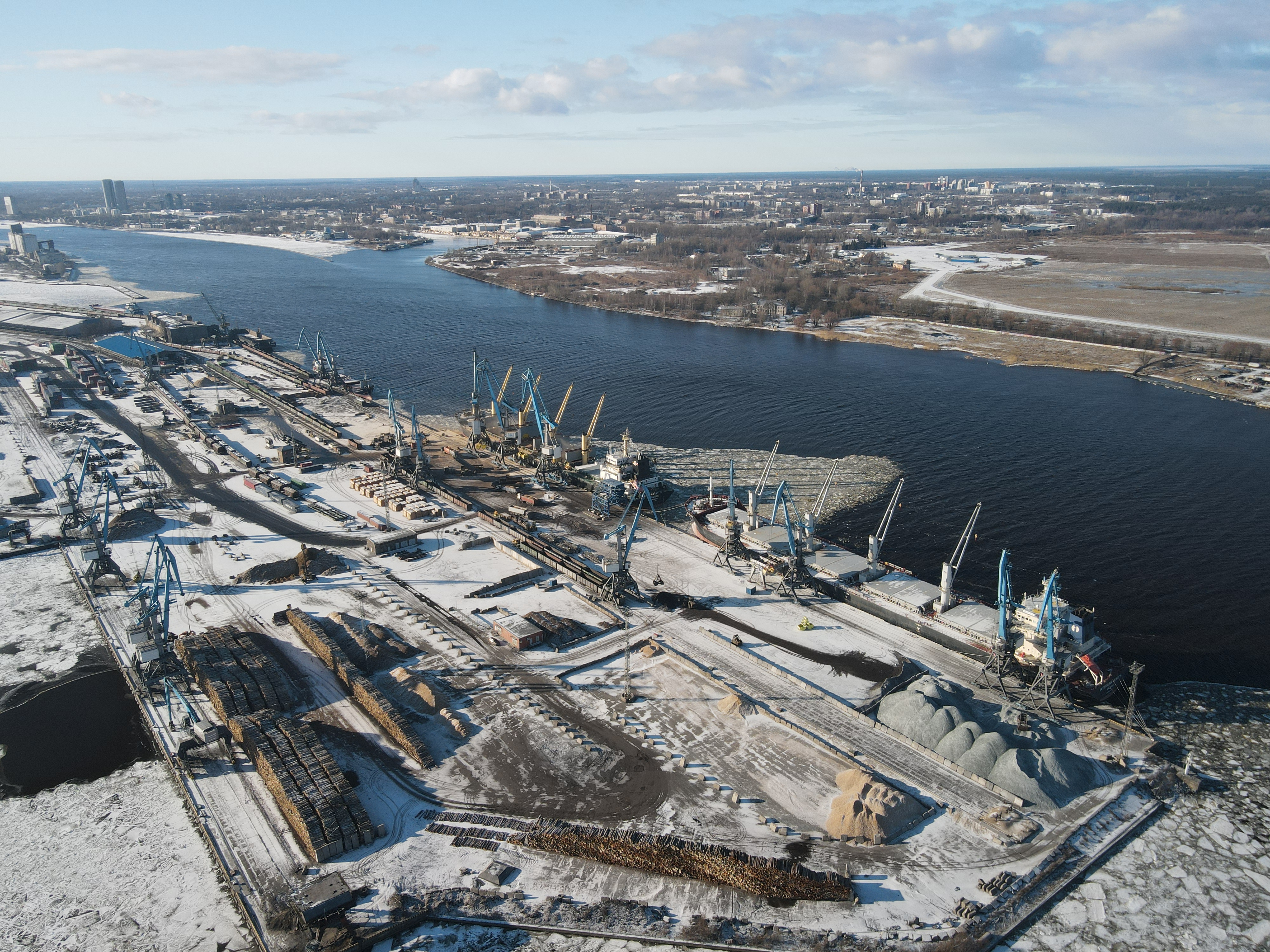
里加自由港

里加國際機場是里加唯一機場，並有提供商業服務。從1993年至2004年間，里加的空中交通成長了2倍。渡輪航線往返里加、基爾、呂貝克與斯德哥爾摩之間。里加也是木材運輸的主要轉運港口，也是拉脫維亞的鐵路運輸中心。里加南部地區一座新的橋樑在2008年完工，並在11月7日通車。這座橋樑是波羅的海國家近年來最大的建築計畫，將可以減少城市中心的交通阻塞。另一個大型的建築計畫是在北邊的走廊上，預計在2010年開始。

## 人口
| 年度   | 人口     |
| ------ | -------- |
| 1767年 | 19,500   |
| 1800年 | 29,500   |
| 1840年 | 60,000   |
| 1867年 | 102,600  |
| 1881年 | 169,300  |
| 1897年 | 282,200  |
| 1913年 | 517,500  |
| 1920年 | ¹185,100 |
| 1930年 | 377,900  |
| 1940年 | 353,800  |

| 年度   | 人口     |
| ------ | -------- |
| 1941年 | 335,200  |
| 1945年 | ²228,200 |
| 1950年 | 482,300  |
| 1955年 | 566,900  |
| 1959年 | 580,400  |
| 1965年 | 665,200  |
| 1970年 | 731,800  |
| 1975年 | 795,600  |
| 1979年 | 835,500  |
| 1987年 | 900,300  |

| 年度   | 人口    |
| ------ | ------- |
| 1990年 | 909,135 |
| 1991年 | 900,455 |
| 1992年 | 889,741 |
| 1993年 | 863,657 |
| 1994年 | 843,552 |
| 1995年 | 824,988 |
| 1996年 | 810,172 |
| 1997年 | 797,947 |
| 1998年 | 786,612 |
| 1999年 | 776,008 |

| 年度   | 人口    |
| ------ | ------- |
| 2000年 | 764,329 |
| 2001年 | 756,627 |
| 2002年 | 747,157 |
| 2003年 | 739,232 |
| 2004年 | 735,241 |
| 2005年 | 731,762 |
| 2006年 | 727,578 |
| 2007年 | 722,485 |
| 2008年 | 719,613 |
| 2009年 | 680,74  |

里加在2008年的人口為719,613人，也是波羅的海國家中最大的城市，雖然自從1991年開始人口就逐漸減少。造成人口減少的主要因素是人口外移與低的生育率。有些人估計里加的人口在2050年時可能只剩下目前的50%。根據2008年資料顯示，拉脫維亞人佔總人口的42.3%，俄羅斯人則佔41.7%，白俄羅斯人佔4.3%，烏克蘭人佔3.9%，波蘭人為2.0%，其他民族合計為5.8%。而2006年時的人口組成則是：拉脫維亞人佔總人口的59%，俄羅斯人則佔28.5%，白俄羅斯人佔3.8%，烏克蘭人佔2.5%，波蘭人2.0%，1.4%則是立陶宛人，其他民族合計為2.4%。因為拉脫維亞在1991年獨立的緣故，蘇俄時代的移民不再自動取得公民權，其中一些人於是遷居至其他地區，造成人口減少。從1989年至2007年之間，因為一些移民的遷徙造成俄羅斯人從47.3%降低到42.1%，而拉脫維亞人則從36.5%上升到42.3%。拉脫維亞人在2006年成為里加人口最多的民族。

## 教育
里加擁有的众多高等學術教育機構：
- 拉脫維亞大學
- 拉脱维亚美术学院 (Latvijos dailės akademija)
- 里加工業大學
- 斯特拉金什大学
- 斯德哥爾摩經濟學院里加分校（Rigas Ekonomikas Augstskola）
- 里加法律高等研究院 (Rīgas Juridiskā augstskola)
- 商业和金融学院 ( Banku Augstskola )
- 图立巴大学 (Turiba University)

## 著名景點
里加老城是拉脫維亞首都里加的歷史中心，位於道加瓦河東岸，城以其古老的教堂著稱，例如里加主教座堂和聖彼得教堂，新舊城區則是由自由大道（位於自由紀念碑）相連，街區的總面積為 0.944 平方公里：
- 里加主教座堂：新教的主教座堂，可能是波羅的海國家中最大的教堂，建於13世紀，歷史上曾經數次改建。它擁有一台1844年的華麗管風琴。
- 里加聖雅各伯主教座堂：罗马天主教的主教座堂。
- 里加圣诞主教座堂：东正教的主教座堂。
- 里加聖彼得教堂：擁有123公尺高的塔樓。
- 聖約翰教堂（St. John's Church）：一棟13世紀小教堂，位於聖彼得教堂的後方。
- 里加城堡：內部為拉脫維亞歷史博物館、外國藝術博物館及總統官邸。
- 火藥塔：里加古城牆上惟一保留下來的塔樓，內部是拉脫維亞戰爭博物館。
- 拉脫維亞被佔領時期博物館：保存1940年至1991年間佔領拉脫維亞各種勢力的相關文件。
- 里加廣播電視塔：為歐洲第三高塔。
- 里加動物園
- 里加馬戲團：唯一一個永久設立在波羅的海國家的馬戲團。
- 里加歷史及航海博物館（Rīgas vēstures un kuģniecības muzejs）：是里加及波羅的海國家中最大及最古老的博物館。
- 自由纪念碑，1935年揭幕，为纪念在拉脱维亚独立战争（1918年－1920年）期间阵亡的军人而兴建，是拉脱维亚的自由、独立和主权的重要象征。
- 在阿尔伯特街等街道，拥有世界一流的新艺术运动风格的精美建筑。

## 知名人物
- 以赛亚·伯林（Sir Isaiah Berlin）：20世纪著名哲学家及观念史学家
- 米哈伊·巴里什尼科夫（Mikhail Baryshnikov）：著名芭蕾舞蹈家
- 謝爾蓋·愛森斯坦（Sergei Eisenstein）：著名俄羅斯電影導演
- 威廉·奧斯特瓦爾德（Wilhelm Ostwald）：1909年諾貝爾化學獎得獎者
- 瓦爾特·察普（Walter Zapp）：密諾斯微型相機的發明人
- 米沙·麦斯基（Mischa Maisky）：著名大提琴家
- 米哈伊尔·塔尔（Mihails Tāls）：国际象棋选手，曾获得第八届国际象棋世界冠军。
- 雅各布·W·戴維斯：世界上第一條鉚釘粗布斜紋褲发明者，這就是後來李維·斯特勞斯店裏出品的藍色牛仔褲。
- 萊拉·弗賴瓦爾茲（Laila Freivalds）：瑞典社會民主黨政治家，曾擔任瑞典司法部大臣，瑞典外交部大臣及瑞典副首相。
- 弗里德里希·灿德尔（Frīdrihs Canders）：苏联航天学家，波罗的海德国人，液体火箭发动机发明者。
- 约翰·吉奥格·哈曼（Johann Georg Hamann）：18世纪的德国哲学家,其学生约翰·戈特弗里德·赫尔德为德国浪漫主义狂飙突进运动的基础。
- 尼古拉·哈特曼（Nicolai Hartmann）：波罗的海德国哲学家。批判实在论（Critical realism）的代表人物，以及二十世纪最重要的形而上学学者之一。
- 尤里斯·哈特马尼斯（Juris Hartmanis）：美国杰出的理论计算机科学家。
- 保罗·瓦尔登 (Paul Walden) ：著名化学家，瓦尔登翻转发现者，著有化学简史。
- 湯姆斯·博爾科夫斯基斯（Toms Burkovskis）：綽號Tobu，著名音樂製作人。
- 朱莉·王（Julia Vang）：第15季通靈之戰冠軍。

## 友好城市
里加与下列城市结为友好城市：
- 丹麥奧爾堡
- 義大利佛羅倫斯
- 哈薩克斯坦阿拉木圖
- 法國加萊
- 荷蘭阿姆斯特丹
- 澳大利亞凯恩斯
- 哈薩克斯坦阿斯塔納
- 烏克蘭基輔
- 法國波爾多
- 日本神戶
- 德國不來梅
- 俄羅斯莫斯科
- 美國達拉斯
- 白俄羅斯明斯克
- 瑞典北雪平
- 中華人民共和國北京
- 芬蘭波里
- 德國羅斯托克
- 俄羅斯聖彼德堡
- 智利聖地牙哥
- 瑞典斯德哥爾摩
- 中華人民共和國蘇州
- 中華民國臺北
- 愛沙尼亞塔林
- 立陶宛維爾紐斯
- 波蘭華沙

## 外部連結
- Riga Municipality portal
- Other riga - The home page about Riga （页面存档备份，存于）
- Reliable illustrated guide to Riga City travel, hotels, business and entertainment
- 维基导游上有關Riga的旅行指南
- Map of Greater Riga （页面存档备份，存于）
- Riga （页面存档备份，存于）—entry (article and engraving) from The National Encyclopedia: A Dictionary of Universal Knowledge, circa 1900
- "Riga/Рига" photo album （页面存档备份，存于）, circa 1910
- "Foreign Corn Ports-Riga" （页面存档备份，存于）—The Illustrated London News, news article with engraved illustrations, published 1847]
- Riga Daily Photos and Webcams
- Riga City Council
- Riga Municipality portal （页面存档备份，存于）
- Riga City Tourism Portal
- Riga's Own Wiki